# Incrementum
Het Incrementum was van circa 1952 tot 1967 de naam van een dependance van Het Baarnsch Lyceum die speciaal was opgezet voor kroonprinses Beatrix en haar jongere zus prinses Irene, dochters van de Nederlandse koningin Juliana. Het was kleinschalig van opzet en was gevestigd in een villa aan de Amalialaan in Baarn. Incrementum betekent hier: telg, spruit, groeisel van Het Baarnsch Lyceum.

## Geschiedenis
In april 1951 werd, zo blijkt uit de dagboeken van de Amsterdamse hoogleraar pedagogiek Willy Stellwag (1902-1996), op verzoek van koningin Juliana, in een kamer van Paleis Soestdijk gestart met een eerste klas middelbare school voor Beatrix, zes andere meisjes en acht docenten. Stellwag werd rectrix.
De vader van de prinsessen, prins-gemaal Bernhard van Lippe-Biesterfeld, kwam er al snel achter dat Stellwag onder invloed stond van de door hem verfoeide gebedsgenezeres Greet Hofmans, waarna Stellweg na enkele maanden alweer moest vertrekken en het klasje onderdeel werd van Het Baarnsch Lyceum. Na de zomervakantie verhuisde het schooltje naar de villa aan de Amalialaan waar het later de naam Incrementum kreeg.
De kort daarvoor gepensioneerde rector van Het Baarnsch Lyceum,  Jan Arend Vor der Hake, kreeg in april 1951 de leiding, maar deze stierf onverwacht in mei van dat jaar. G. Buringh Boekhoudt, oud-docente Duits van het lyceum, nam zijn taak tot 1953 waar. In 1953 werd, na goedkeuring door koningin Juliana en prins Bernhard, de lerares klassieke talen Sophie Ramondt aangesteld als conrectrix.